# Diversidad sexual en Eritrea
Las personas del colectivo LGBT+ en Eritrea se enfrentan a ciertos desafíos legales y sociales no experimentados por otros residentes. La criminalización de las relaciones sexuales consensuales entre personas del mismo sexo se mantuvo en las reformas del código penal en 2015, por otra parte, la diversidad sexual aun es un tema tabú en la sociedad eritrea, la cual es mayormente conservadora, por lo tanto, aun persiste la violencia, la discriminación y la persecución de las personas LGBT+ en el país.

## Legislación y derechos

### Despenalización de la homosexualidad
En 2010, el gobierno del presidente Issaías Afewerki rechazó las peticiones de activistas de derechos humanos solicitando la despenalización de la homosexualidad. Girmai Abraham, ministro de Desarrollo Nacional del país, fundamentó la negativa del gobierno eritreo argumentando que la homosexualidad entra "en directa contradicción con los valores y tradiciones del pueblo de Eritrea".
En 2015, el nuevo Código Penal agravó las penas por actos sexuales consensuales entre personas del mismo sexo. En virtud del párrafo 1 del artículo 310 (titulado "actos homosexuales"), esos actos pueden dar lugar a una pena de prisión "de 5 a 7 años como mínimo".